# Pier Luigi de Borgia
Pour les articles homonymes, voir Famille Borgia et Borgia (homonymie).
Pier Luigi de Borgia né en 1432 à Xàtiva dans le royaume de Valence mort le 26 septembre 1458 à Civitavecchia était gouverneur de Terni, Narni, Todi, Rieti, Orvieto, Spolète, Foligno, Nocera, Assise, Amelia, Civita Castellana et de Nepi, seigneur de Terracine et de Bénévent, préfet de Rome et capitaine général de l'Eglise. 

## Biographie

### Jeunesse et ascension au pouvoir sous le pontificat deCalixte III
Pier Luigi de Borgia né entre 1430 et 1433 à Xàtiva est le ne fils de Giofré de Borja y Oms et d'Isabelle dame del Lugar y Torre, le neveu et le fils adoptif d'Alonso Borja (Calixte III) et le frère de Rodrigo Borgia futur pape Alexandre VI. Il s'installe à Rome lors de l'élection de son oncle en 1455 et italianise son prénom et son nom de famille. Il est nommé capitaine général de l'Église et devient gouverneur du château Saint-Ange le 15 mars 1456. Pendant l'automne 1456 il est nommé gouverneur de Terni, Narni, Todi, Rieti, Orvieto, Spolète, Foligno, Nocera, Assise, Amelia, Civita Castellana et de Nepi, peu après son oncle le nomme gouverneur du patrimoine de Saint-Pierre. Pendant l'été 1457 le bruit court que Pier Luigi devrait se marier avec une dame de la famille Colonna rivale des Orsini. Le pape pour marquer son soutien aux Colonna ordonne à Pier Luigi de leur reprendre quelques châteaux, le cardinal Orsini quitte alors Rome pour rejoindre les possessions de sa famille et la majorité des cardinaux attachés au parti des Colonna s'accorde pour nommer Pedro-Luis Préfet de Rome. La nomination a lieu le 19 août 1457. Dans la soirée suivant la nomination les principaux bourgeois de la ville se rendent au Vatican pour féliciter le pape de son choix. Calixte III déclare que Pier Luigi est italien d'idée et de mœurs, il veut, assure-il, vivre et mourir en tant que citoyen romain. Un des courtisans déclare qu'il espère voir le préfet Roi de Rome et sollicite le pape pour que Pier Luigi obtienne les châteaux qui constituent le fief du préfet, soit les terres des Orsini. Le 27 juin 1457 le roi de Naples Alphonse d'Aragon contre qui le pape était en conflit ouvert meurt. Le pape déclare que le royaume de Naples est une dépendance de l'Église. Le bruit court que Calixte veut nommer Pier Luigi roi de Naples, une bulle papale est publiée le 14 juillet 1457 qui met le royaume de Naples en déshérence c'est-à-dire que les Napolitains ne peuvent prêter serment de fidélité à personne. Mais le fils bâtard d'Alphonse, Ferrante est nommé roi de Naples, Calixte ne s'avoue pas vaincu et ordonne à Pier Luigi de préparer une campagne militaire contre le royaume de Naples. Le 31 juillet il offre Terracine et Bénévent à Pier Luigi.

### Fin et mort
Durant l'été 1458 la nouvelle de la maladie du pape se répand. Le sacré collège et le peuple commencent à contester la domination des Borgia, d'ailleurs une commission du sacré collège charge deux cents soldats sous le commandement de l'archevêque de Raguse d'occuper le capitole. Déchargé de ses compétences Pier Luigi comprend qu'il est en danger à Rome ou les Orsini vont vouloir se venger. Il remet ainsi toutes les places qu'il possède au cardinaux dont le château Saint-Ange, il reçoit en échange 22 000 ducats. il remet aussi aux cardinaux le trésor de l'église soit 120 000 ducats. le 6 août il sort du château Saint-Ange en compagnie de son frère Rodrigo caché sous un déguisement et du cardinal Pietro Barbo (Paul II) ami de Rodrigo. Pietro lui procure une escorte de trois cents cavaliers et de deux cents hommes à pieds. Il gagne ensemble la porte Saint-Paul. Une fois à l'extérieur des murs Pietro Barbo et Rodrigo prennent congé de Pier Luigi après avoir donné ordre aux soldats de l'escorter jusqu'à Ostie ou où le bateau promis n'est pas là. Pedro-Luis saute dans une barque et rame jusqu'à Civitavecchia. Il meurt mystérieusement peu après le 26 septembre 1458 à l'âge de 26 ans. Des rumeurs d'empoisonnement circulent peu après accusant les Orsini de l'avoir empoissonné.